# Sluis bij Wijnegem
De sluis bij Wijnegem is een sluizencomplex in het Albertkanaal in de Belgische gemeente Wijnegem.
Het sluizencomplex werd gebouwd tijdens de aanleg van het kanaal in de jaren dertig en omvat drie sluizen en een wegbrug.

## Sluizen
- 2 sluizen van 136 × 16 meter
- 1 duwvaartsluis van 200 × 24 meter
- verval van 5,70 meter

## Wegbrug
De wegbrug is een liggerbrug uit drie delen, waarbij de langste overspanning 24 meter bedraagt. De doorvaarthoogte bedraagt 7,01 meter (duwvaartsluis 7,00 meter).